# سنجاي بوري
سنجاي بوري (بالإنجليزية: Sanjay Puri)‏ هو فيزيائي هندي، ولد في 23 نوفمبر 1961 في رامبور ‏ في الهند.